# Liste des primats de l'Église apostolique assyrienne de l'Orient
Liste des primats de l'Église de l'Orient, aujourd'hui dénommée Église apostolique assyrienne de l'Orient
La particule Mar qui précède le nom est une particule honorifique correspondant à peu près au Mgr des catholiques latins.

## De l'origine au concile d'Éphèse

### Évêques de Séleucie-Ctésiphon
Ces évêques siègent à Séleucie-Ctésiphon :
- Saint Thomas (c.35-37)
- Mar Addai (Thadée) (37-65)
- Mar Aggai (en) (66-87)
- Mar Mari, disciple d'Addai (88-120)
- Mar Abris (121-137)
- Mar Abraham Ier de Kachkar (159-171)
- Mar Yacob Ier (172-190)
- Mar Ahha d'Aboui (190-220)
- Mar Shahioupa (220-240)
  - poste vacant (240-317)

### Catholicos de l'Orient
- Mar Papa bar Aggai (317-326/327)
- Mar Shimun Bar Sabba'e (326/327-341)
- Mar Shahdost (341-342)
- Mar Bar Bashmin (Barbashmin) (342-346)
  - poste vacant (346-363)
- Mar Toumarsa (363-371)
- Mar Qaioma (372 à sa mort en 399)
- Mar Isaac (399-c.410)
- Mar Ahhaï (c.411-415)
- Mar Yahb-Alaha Ier (415-420)
- Mar Mana (420)
- Mar Farbokht (420-421)

### Catholicos-Patriarches de l'Orient
C'est à partir du synode de Mar Kabtha d'Tayiayé (Markabta), réuni en 424 que l'Église de Perse prend son indépendance.
- Mar Dadisho Ier (421-456).
- Mar Babowaï Ier (457-484)

En 484, lors du concile de Beth Lapat, l'Église de Perse affirme son adhésion à l'enseignement théologique de Théodore de Mopsueste, ce qui lui vaut le qualificatif d'« Église nestorienne ».
Séparation avec le patriarcat d'Antioche voir Liste des maphriens de l'Orient.
- Mar Aqaq-Acace (484-496).
- Mar Babowaï II (497-503)
- Mar Shila (503-c.520)
- Mar Narsai et Mar Elisha (c.520-c.535) (schisme)
- Mar Paul Ier (c.535-c.540)
- Mar Aba Ier (c.540-552)
- Mar Joseph (552-567)
- Mar Ézékiel (570-581)
- Mar Isho-Yahb Ier (581-596)
- Mar Sabricho Ier (596-604)
- Mar Grégoire (605-609)
  - vacant (609-628)
    - Mar Babaï le Grand (coadjuteur) 609-628; conjointement avec ...
    - Mar Aba (coadjuteur) 609-628
- Mar Isho-Yab II (628-645)
- Mar Emmeh (646-649)
- Mar Isho-Yab III (649-660)
- Mar Guiwarguis Ier (661-680)
- Mar Yohannan Ier Bar Marta (680-682)
  - vacant (682-685)
- Mar Hnan-Isho Ier (685-700)
  - vacant (700-714)
- Mar Sliwa Zkha (714-728)
  - vacant (728-731)
- Mar Pethion (731-740)
- Mar Aba (741-751)
- Mar Sorine (752)
  - vacant (752-754)
- Mar Yacob II (754-773)
- Mar Hnan-Isho II (774-780)
- Mar Timothée Ier (780-c.823)
- Mar Isho Bar Noun (c.825-828)
- Mar Guiwarguis II (828-832)
- Mar Sabricho II (832-836)
- Mar Abraham II (837-850)
  - vacant (850-853)

## Transfert à Bagdad
Avec Mar Theodossious, le Patriarcat est transféré à Bagdad qui était déjà la capitale du califat.
- Mar Theodossious Ier d'Athanassious (853-858)
  - vacant (853-860)
- Mar Sarguis Ier (860-872)
  - vacant (872-877)
- Mar Israel de Kachkar (877)
- Mar Anoshel (877-884)
- Mar Yohannan II Bar Narsai (884-892)
- Mar Yohannan III (893-899)
- Mar Yohannan IV Bar Abgare (900-905)
- Mar Abraham III Abraza (905-937)
- Mar Emmanuel Ier (937-960)
- Mar Israel Karkhaya (961-962)
- Mar Abdisho Ier (963-986)
- Mar Bar Tobia II (987-1000)
- Mar Yohannan V Ibn Issa (1000-1012)
- Mar Yohannan VI Bar Nazuk (1012-1020)
- Mar Isho-Yab IV Bar Ezechiel (1020-1025)
  - vacant (1025-1028)
- Mar Eliyya Ier (1028-1049)
- Mar Yohannan VII Bar Targala (1049-1057)
- Mar Sabrisho III Zambour (1057-1071)
- Mar Abdisho II Ibn Aridh bar Ars Autraya (1071-1091)
- Mar Makkikha Ier Bar Shlemon (1092-1110)
- Mar Eliyya II Bar Maqli (1110-1132)
- Mar Bar Sauma Ier (1133-1136)
  - vacant (1136-1139)
- Mar Abdisho III Bar Moqli (1139-1148)
- Mar Isho-Yab V Albaladi (1148-1176)
- Mar Elie III (Abou Halim) (1176-1190)
- Mar Yab-Alaha II Bar Qaiyuma (1190-1222)
- Mar Sabrisho IV Bar Qaioma (1222-1226)
- Mar Sabrisho V Bar Almassihi (1226-1256)
- Mar Makkikha II (1257-1265)
- Mar Denha Ier (Epiphane) (1265-1281)

## Transfert à Tabriz
Avec Mar Yab-Alaha, le Patriarcat est transféré à Tabriz.
- Mar Yaballaha III Bar Turkaye (1281-1317), transféré à Maragha en Perse.
- Mar Timothée II (1318-1332), à Erbil.
- Mar Denha II (1332-1364) à Karamlech.

## Transfert à Mossoul
Avec Mar Shimun II, le Patriarcat est transféré à Mossoul.
- Mar Shimun II (1365-1392)
  - vacant (1392-1403)
- Mar Shimun III (1403-1407)
  - vacant (1407-1437)
- Mar Eliyya IV (1437)
- Mar Shimun IV (1437-1497), début de la succession héréditaire.
- Mar Shimun V (1497-1501) siège transféré à Mar Yohannan en Turquie.
- Eliyya V (1502-1503) au même endroit.
- Mar Shimun VI (1503-1538), à Rabban Hormizd, Alqosh.
- Mar Shimun VII (1538-1558), à Rabban Hormizd. Schisme de Yohannan Soulaqa en 1552 qui donne naissance à la lignée des primats de l'Église catholique chaldéenne.

### Lignée Eliyya à Rabban Hormizd, Alqosh
- Eliyya VI (1558-1576)
- Eliyya VII (1576-1591)
- Eliyya VIII (1591-1617)
- Eliyya IX Shimoun (1617-1660)
- Eliyya X Yohannan Marogin (1660-1700)
- Eliyya XI Marogin (1700-1722)
- Elyya XII Denha (1772-1778)
- Eliyya XIII Isho-Yab (1778-1804). Son cousin, Jean Hormizd, devient patriarche de l'Église catholique chaldéenne sous le nom de Youhanan VIII Hormez (1830-1838).

Fin de la lignée Eliyya en 1804.

### Lignée Shimun àQotchanès
En 1552, une partie de l'Église de l'Orient rejoint l'Église de Rome en formant l'Église catholique chaldéenne. La succession apostolique de Mar Yohanan Soulaqa, premier patriarche chaldéen, s'interrompit en 1662 lorsque Mar Shimun (Simon) XVII Dinkha renonça au catholicisme pour revenir à l'Église orientale, ce qui aboutit à la fondation d'un second patriarcat oriental à Qotchanès. À la suite de l'extinction de la lignée Eliyya, la lignée Shimum (Simon) demeura seule à la tête de l'Église apostolique assyrienne de l'Orient, jusqu'à la fin de la succession héréditaire en 1975.
- Mar Simon XVII Dinkha (1692-1700) venu de l'Église catholique chaldéenne
- Mar Simon XVIII Sleman (1700-1740)
- Mar Simon XIX Maqdassi (1740-1780)
- Mar Simon XX Yohanan (1780-1820)
- Mar Simon XIX Abraham (1820-1861)
- Mar Simon XX Rouel (1861-16 mars 1903)
- Mar Simon XIX Benjamin (30 mars 1903-3 mars 1918)
- Mar Simon XXII Paul (23 avril 1918-27 avril 1920)

## Transfert à San Francisco
- Mar Simon XXIII Ishaya (20 juin 1920-6 novembre 1975), fin de la succession héréditaire. Schisme de Mar Thoma Darmo en 1968 et fondation de l'Ancienne Église de l'Orient.
  - interim 1973-1976 Mar Joseph Khnanicho

## Transfert à Chicago
- Mar Dinkha IV (17 octobre 1976-26 mars 2015).

## Transfert à Erbil
- Mar Gewargis III (20 septembre 2015 - 6 septembre 2021).
- Mar Awa III (depuis le 13 septembre 2021)